# Stazione di Riazzino-Cugnasco
La stazione di Riazzino-Cugnasco è una stazione ferroviaria posta sulla linea Bellinzona-Locarno. Situata in un'exclave del comune di Locarno, fino al 2008 serviva le località di Riazzino e di Cugnasco. Da allora resta in uso per esigenze di servizio.

## Storia
La stazione venne inaugurata come fermata nel 1893. Allora denominata "Reazzino", la fermata sostituì, con quella allora detta di "Gordola-Verzasca", la precedente fermata di Gordola. Nel dicembre 2008 la stazione è stata sostituita, per quanto attiene al servizio viaggiatori, da una nuova fermata denominata Riazzino situata «900 metri più a ovest». Fino alla soppressione del servizio viaggiatori nel 2008, la stazione di Riazzino-Cugnasco, posta a 201,2 m.s.m., aveva detenuto il record di stazione ferroviaria (aperta al pubblico) più bassa della Svizzera.

## Strutture e impianti

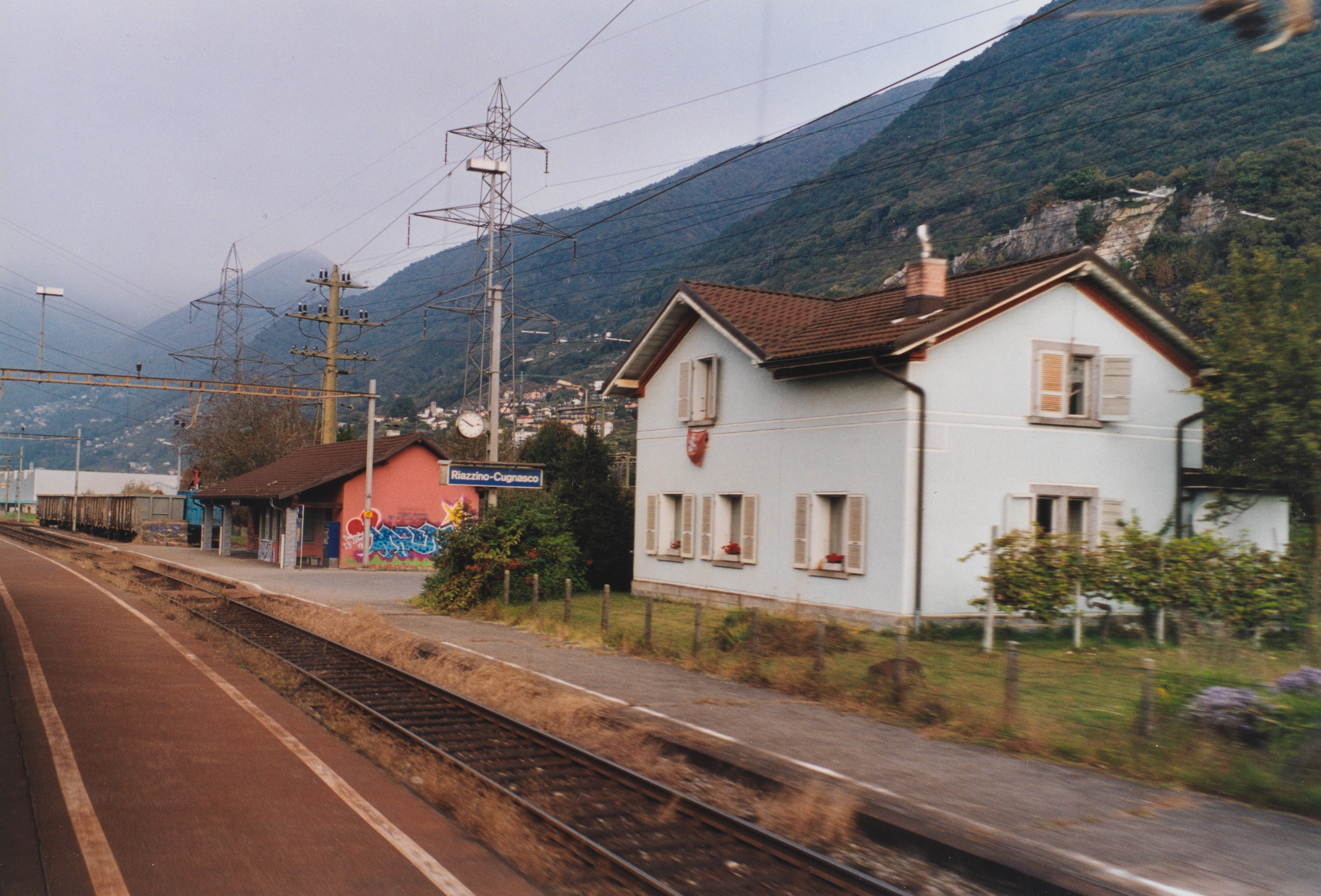
Nel 2002

La stazione è dotata di un binario d'incrocio; da essa si dirama inoltre un raccordo industriale.

## Movimento
La stazione, essendo chiusa al servizio viaggiatori, non è servita da alcun treno. La stazione è tuttavia regolarmente utilizzata per l'effettuazione di incroci tra i treni della linea S20 della rete celere del Canton Ticino.
Fino al 2008 la stazione era servita, con cadenza semi-oraria (rinforzata alle ore di punta), dai treni regionali della linea S2 (occasionalmente classificati RegioExpress) della rete celere del Canton Ticino.

## Servizi
Al 2008 la stazione era dotata di una banchina centrale servita da attraversamenti a raso e di una biglietteria automatica.
- Biglietteria automatica